# 畢懋康
畢懋康（1571年—1645年），字孟侯，号东郊，直隸歙县（今安徽）人，同進士出身。

## 生平
万历二十二年甲午科應天鄉試舉人，二十六年（1598年）登戊戌科三甲第五名进士，都察院觀政，以中書舍人任二十八年庚子科順天鄉試同考官，三十三年行取，三十六年授广西道御史，差长芦巡盐。万历三十九年（1611年）巡按陕西，是岁旱灾尤甚，“公孟夏入境，即具疏言三秦异灾，请蠲免额外之賦。”，又疏陈边政十事， 劾罢副总兵王学书等七人。四十四年巡按山东，四十六年八月升順天府丞，以其知兵且精火器，受命募兵，天啓元年（1621年）因丁艰未能成行，由御史游士任代任募兵。
天启四年（1624年）起官都察院右佥都御史、抚治郧阳，魏忠贤以懋康为赵南星所引，欲去之，天啓五年六月御史王际达弹劾他依附邪党，夤缘抚臣，妄报军情，职守安在，被削职为民。
崇祯初，起懋康南京通政使。越二年，召拜兵部右侍郎，寻罢。再起南京户部右侍郎，督粮储。旋引疾归，卒于家。懋康雅负器局，扬历中外，与族兄畢懋良并有清誉，人称「二毕」。
畢懋康擅繪事，尤長於山水畫。歸里後曾自制武刚车、神飞炮等军械。著有《西清集》、《管涔集》、《疏草》等。